# Бурджу Бириджик
Бурджу Бириджик (на английски: Burcu Biricik) е турска актриса. 

## Биография
Бурджу Бириджик е родена на 4 май 1989 г. в Ерменикьой. В много млада възраст Бурджу преживява развода на родителите си. Започнала е да работи от малка, като първото ѝ работно място е в кафене. На 17 годишна възраст започва работа в модна агенция. Там ѝ е предложено да участва в конкурс за красота, който печели.
Бириджик получава бакалавърска степен в Катедрата по археология в университета Еге и едновременно учи актьорско майсторство. Актрисата започва своята актьорска кариера като стажант в Градския театър на община Борнова.
През 2007 г. се появява за първи път по телевизията играейки второстепенна роля в сериала Мачовците. По-късно участва в други малки роли в сериалите „Великолепният век“ и „Майстор Кемал“. Постепенно актрисата започва да получава главни роли. Една е от тях е в сериала „Черна птица“, в ролята на Дила, който я прави популярна сред зрителите. Най-значимата ѝ роля е тази на Налян в започналия на 8 април 2021 г. и приключилия на 15 юни 2023 г. сериал на Kanal D "Момичето на прозореца".

## Филмография

### Сериали
| Година      | Заглавие              | Оригинално заглавие |
| ----------- | --------------------- | ------------------- |
| 2021 - 2023 | Момичето на прозореца | Camdaki Kiz         |
| 2021        | Фатма                 | Fatma               |
| 2020        | Червената стая        | Kırmızı Oda         |
| 2019        | Черна птица           | Kuzgun              |
| 2018        | Осмият ден            | 8. Gün              |
| 2016        | Песента на живота     | Hayat sarkisi       |
| 2014        | Въпрос на чест        | Seref Meselesi      |
| 2014        | Aх ти, Истанбул       | Beni Boyle Sev      |
| 2014        | Обичай ме така        | Beni Boyle Sev      |
| 2012        | Братя врагове /       | Dusman Kardesler    |